# Palau de Salomó
El Palau de Salomó formà part de les construccions de l'Esplanada de les Mesquites de Jerusalem en temps dels croats. Estava situat al costat de la mesquita d'Al-Aqsa. Cal no confondre'l amb l'antic Temple de Salomó.

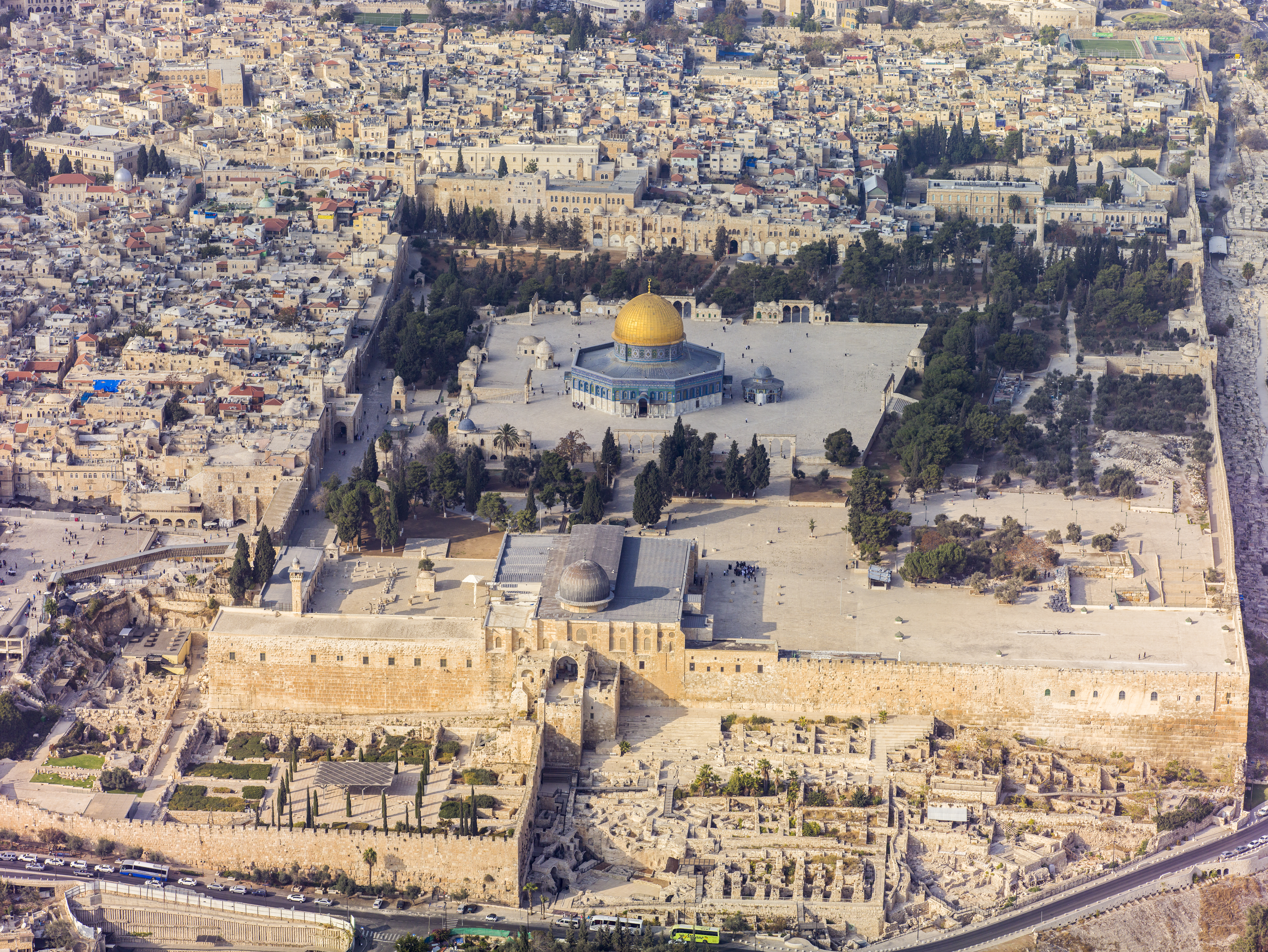
Israel-2013. Vista aèria de l'Esplanada de les Mesquites de Jerusalem, amb el Templum Domini (la Cúpula de la Roca) al bell mig.

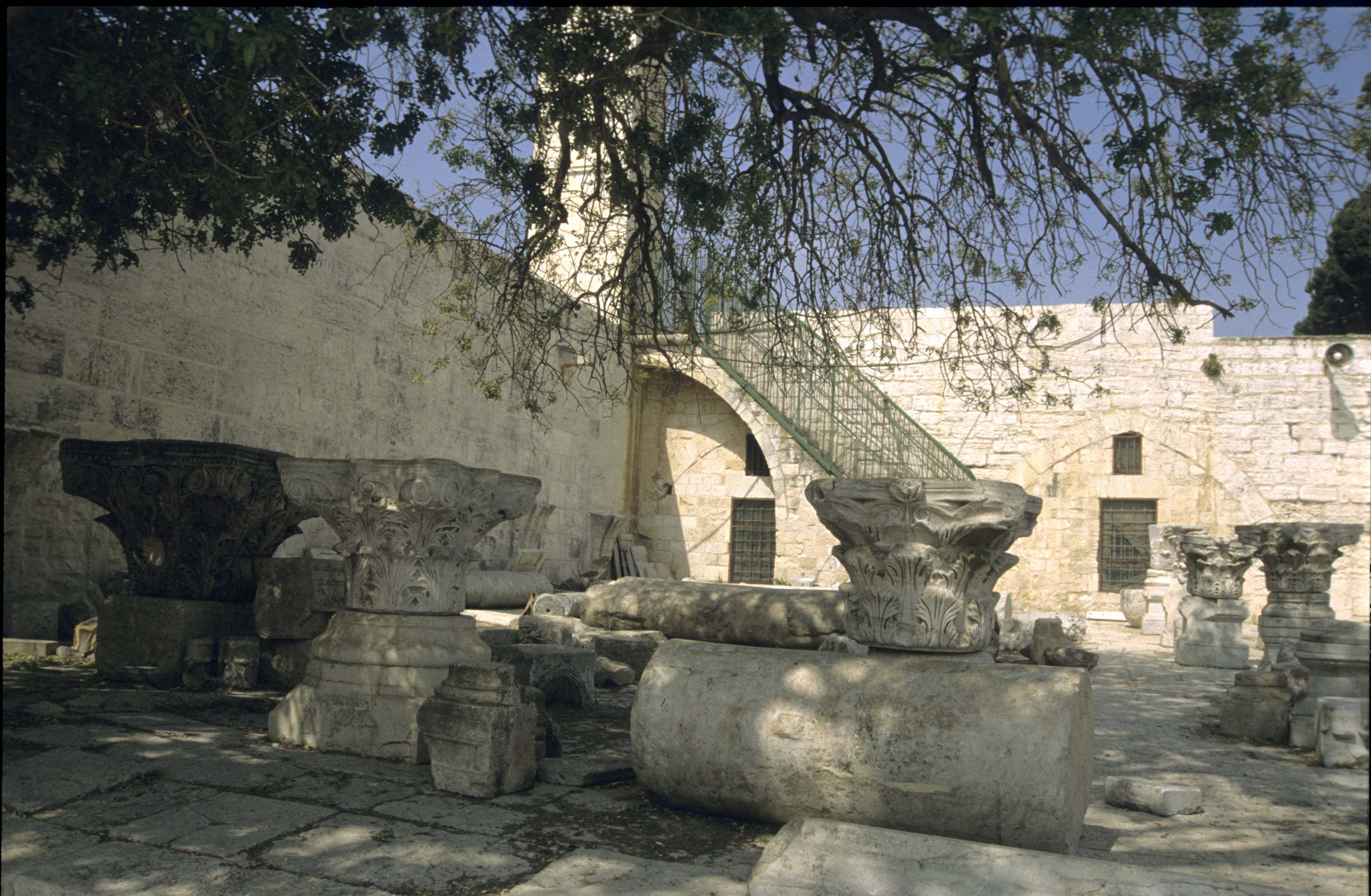
Esplanada de Jerusalem. Any 1998, ruïnes d'un edifici situat al costat de la mesquita d'al-Aqsa. Se suposa que aquí hi havia el claustre del palau que fou seu de l'orde del Temple.

## Història
L'èxit de la Primera Croada modificà completament la situació de l'esplanada de Jerusalem: els Llatins reconvertiren el mont Moria i s'apropiaren les tradicions jueves. La Cúpula de la Roca es trobava en el lloc on hi havia hagut el Temple de Salomó i la mesquita d'al-Aqsa en el lloc del seu palau. Els edificis musulmans foren cristianitzats. Un nou rei d'Israel, Balduí I s'instal·là en el mont Moria i feu, a l'antic palau de Salomó, el nou palau reial; la mesquita de la Cúpula de la Roca és transformà en església i esdevingué el Templum Domini (el Temple del Senyor). Balduí I confià el Temple del Senyor als canonges regulars que tenien el convent al costat nord de l'esplanada.
El 1120, quan el rei Balduí II de Jerusalem s'instal·là a la ciutadella, cedí als templers, als "pobres cavallers de Crist" —aquest era el seu nom—, una part del seu palau. Així doncs, cal no confondre el palau de Salomó amb l'antic temple de Salomó. D'aquí ve que els primers templers s'anomenessin la "Milícia del Temple de Salomó", tot i que la mesquita de la cúpula de la Roca, que més endavant incorporaren al seu segell, no va pertànyer mai a l'orde.

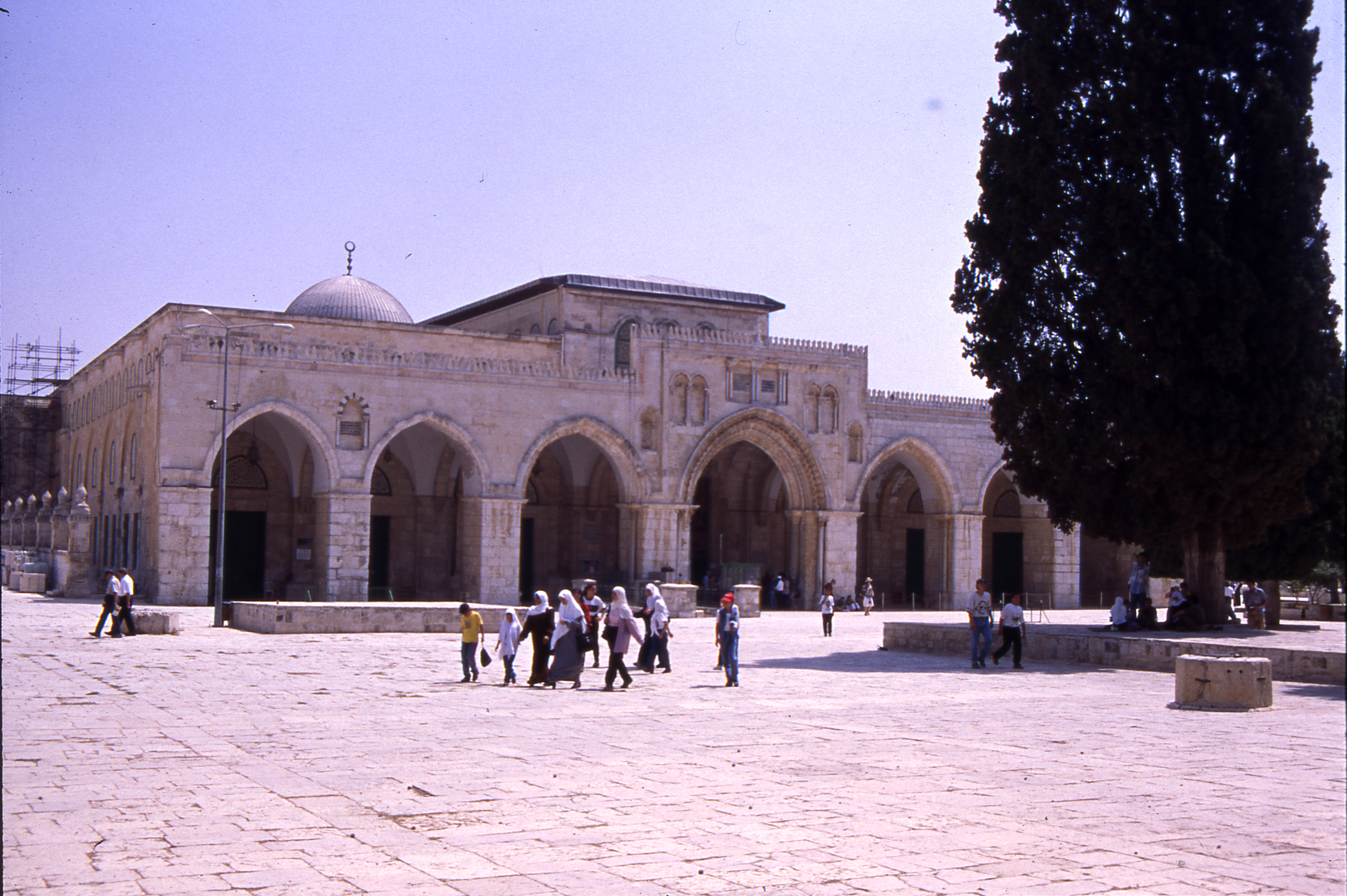
Mesquita d'al-Aqsa, a l'Esplanada de les mesquites de Jerusalem. Any 1998.

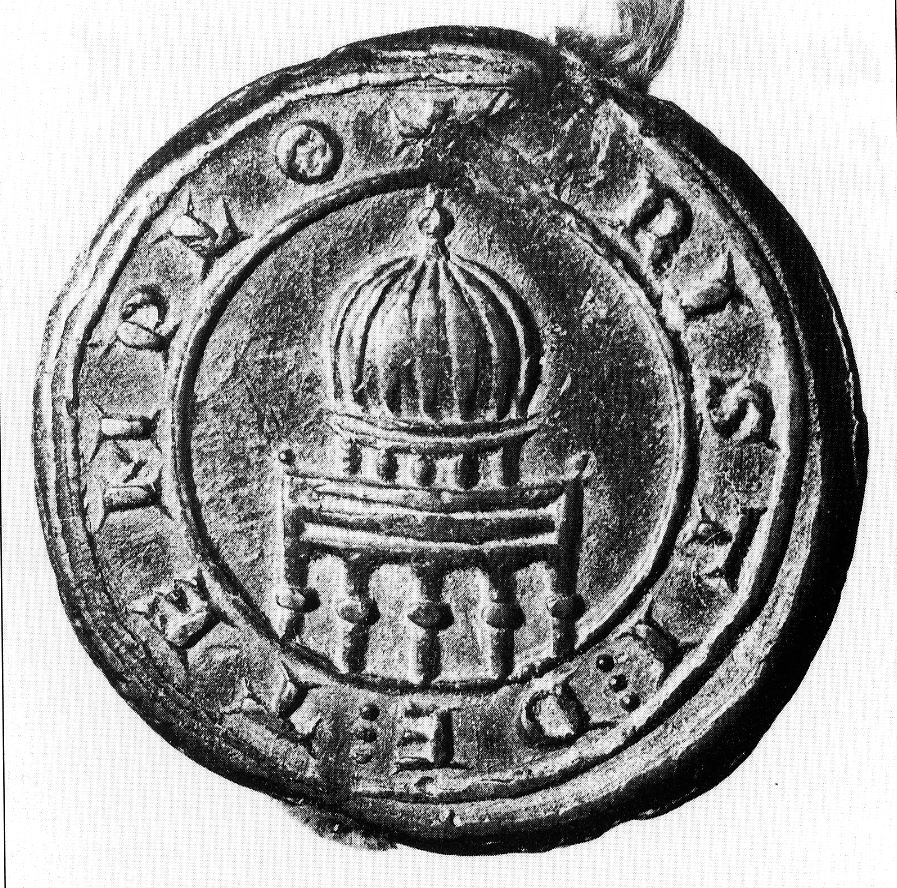
Segell de l'orde del Temple on es representa el Templum Domini (mesquita de la Roca), esdevingut símbol de l'orde.